# Drianovo
Drianovo (en búlgaro: Дряново) es una ciudad de Bulgaria en la provincia de Gabrovo.

## Geografía
Se encuentra a una altitud de 251 m s. n. m. a 215 km de la capital nacional, Sofía.

## Demografía
Según estimación 2012 contaba con una población de 7 961 habitantes.
|         | 2004  | 2005  | 2006  | 2007  | 2008  | 2009  | 2010  |
| Mujeres | 4 324 | 4 287 | 4 266 | 4 215 | 4 191 | 4 196 | 4 120 |
| Varones | 4 029 | 3 968 | 3 926 | 3 918 | 3 875 | 3 847 | 3 772 |
| Total   | 8 353 | 8 255 | 8 192 | 8 133 | 8 066 | 8 043 | 7 892 |